# Staphylea campanulata
Staphylea campanulata là một loài thực vật có hoa trong họ Staphyleaceae. Loài này được J. Wen miêu tả khoa học đầu tiên năm 1993.